# 山本義一
山本 義一（やまもと ぎいち、1909年7月4日 - 1980年2月7日） は、日本の気象学者。東北大学名誉教授。元日本気象学会理事長。

## 人物・経歴
石川県金沢市生まれ。第四高等学校を経て、1933年東北帝国大学理学部物理学科卒業、中央気象台入庁。1941年逓信省中央航空研究所研究官。1945年東北帝国大学理学部地球物理学科が新設されると同教授兼任。1946年東北帝国大学に学位論文を提出して理学博士を取得するとともに、専任の教授に異動。地球物理学第3講座を担任し、ここに東北帝国大における気象学講座発祥となった。1959年から国際放射委員会委員。1966年から1969年まで理学部長。1966年から68年まで国際科学会議大気科学委員会委員。1968年から1972年まで日本気象学会理事長。1968年から1971年まで日本学術会議会員。東北大学大型計算機センター長を経て、1971年退官。1974年から1980年まで日本学士院会員。1975年から78年まで宮城教育大学学長。弟子に田中正之東北大学名誉教授、近藤純正東北大学名誉教授、中澤高清東北大学名誉教授など。

## 栄誉
1965年に藤原賞受賞。1970年には一連の大気放射学の業績により日本学士院賞を受賞。1979年秋の叙勲で勲二等旭日重光章受章。1980年叙従二位。